# Seznam uměleckých realizací ve veřejném prostoru ve Střešovicích
Seznam uměleckých realizací ve Střešovicích v Praze 6 obsahuje tvorbu výtvarných umělců umístěnou ve veřejném prostoru v katastrálním území Střešovice. Seznam je řazen podle ulic a nemusí být úplný.

## Seznam uměleckých realizací
| Název                                         | Fotografie                                                                   | Lokace                                                      | Autor                                        | Rok  | Popis                 | Poznámka                                    |
| --------------------------------------------- | ---------------------------------------------------------------------------- | ----------------------------------------------------------- | -------------------------------------------- | ---- | --------------------- | ------------------------------------------- |
| Kafkův ateliér                                | Kategorie „Atelier of Bohumil Kafka (Buštěhradská)“ na Wikimedia Commons     | Dělostřelecká ev.č. 5 50°5′47,09″ s. š., 14°23′26,71″ v. d. | různí autoři                                 |      | soubor soch a reliéfů | Kafkův ateliér, zahrada                     |
| Pamětní deska Emila Filly                     | Kategorie „Pamětní deska Emila Filly (Střešovice)“ na Wikimedia Commons      | Lomená 494/12 50°5′40,94″ s. š., 14°22′41,82″ v. d.         | Otto Gutfreund (1889–1927)                   | 1926 | busta                 | vila Emila Filly                            |
| Pamětní deska Václava Špály                   | Kategorie „Pamětní deska Václava Špály (Střešovice)“ na Wikimedia Commons    | Na Dračkách 755/5 50°5′36,9″ s. š., 14°22′29,35″ v. d.      | Karel Dvořák (1893–1950)                     | 1926 | busta; bílý mramor    | vila Václava Špály; osazeno 1965            |
| Orfeus                                        | Kategorie „Orfeus (Bohumil Kafka)“ na Wikimedia Commons                      | Na Ořechovce 484/41 50°5′41,29″ s. š., 14°22′42,21″ v. d.   | Bohumil Kafka (1878–1942)                    | 1922 | socha, bronz          | Kafkova vila, zahrada                       |
| Pamětní deska Bohumila Kafky                  | Kategorie „Pamětní deska Bohumila Kafky (Střešovice)“ na Wikimedia Commons   | Na Ořechovce 484/41 50°5′41,63″ s. š., 14°22′43,27″ v. d.   | neuveden                                     |      | busta                 | Kafkova vila                                |
| Pamětní deska Otakara Španiela                | Kategorie „Pamětní deska Otakara Španiela (Střešovice)“ na Wikimedia Commons | Na Ořechovce 487/35 50°5′41,58″ s. š., 14°22′47,35″ v. d.   | Jiří Prádler (1929–1996)                     | 1969 | reliéf, bronz         | vila Otakara Španiela                       |
| Fontána v objektu přečerpávací stanice Bruska |                                                                              | Svatovítská 229/1 50°5′45,08″ s. š., 14°23′43,85″ v. d.     | Eduard Hájek (1928–2016) Jan Hejtman (*1932) | 1974 | fontána, žula         | Přečerpávací stanice Bruska, zahrada        |
| Pamětní deska Emila Pollerta                  | Kategorie „Pamětní deska Emila Pollerta (Střešovice)“ na Wikimedia Commons   | Špálova 468/3 50°5′37,37″ s. š., 14°22′59,69″ v. d.         | Jan Bartoš (*1947)                           |      | busta                 | vila Emila Pollerta; odhaleno 16. září 2014 |